# Хокинс (Тексас)
Хокинс (енгл. Hawkins) град је у америчкој савезној држави Тексас. По попису становништва из 2010. у њему је живело 1.278 становника.

## Демографија
Према попису становништва из 2010. у граду је живело 1.278 становника, што је 53 (4,0%) становника мање него 2000. године.
| Група             | 2000.         | 2010.       |
| Белци             | 1.092 (82,0%) | 983 (76,9%) |
| Афроамериканци    | 214 (16,1%)   | 181 (14,2%) |
| Азијати           | 0 (0,0%)      | 2 (0,2%)    |
| Хиспаноамериканци | 13 (1,0%)     | 63 (4,9%)   |
| Укупно            | 1.331         | 1.278       |